# Hydraulik

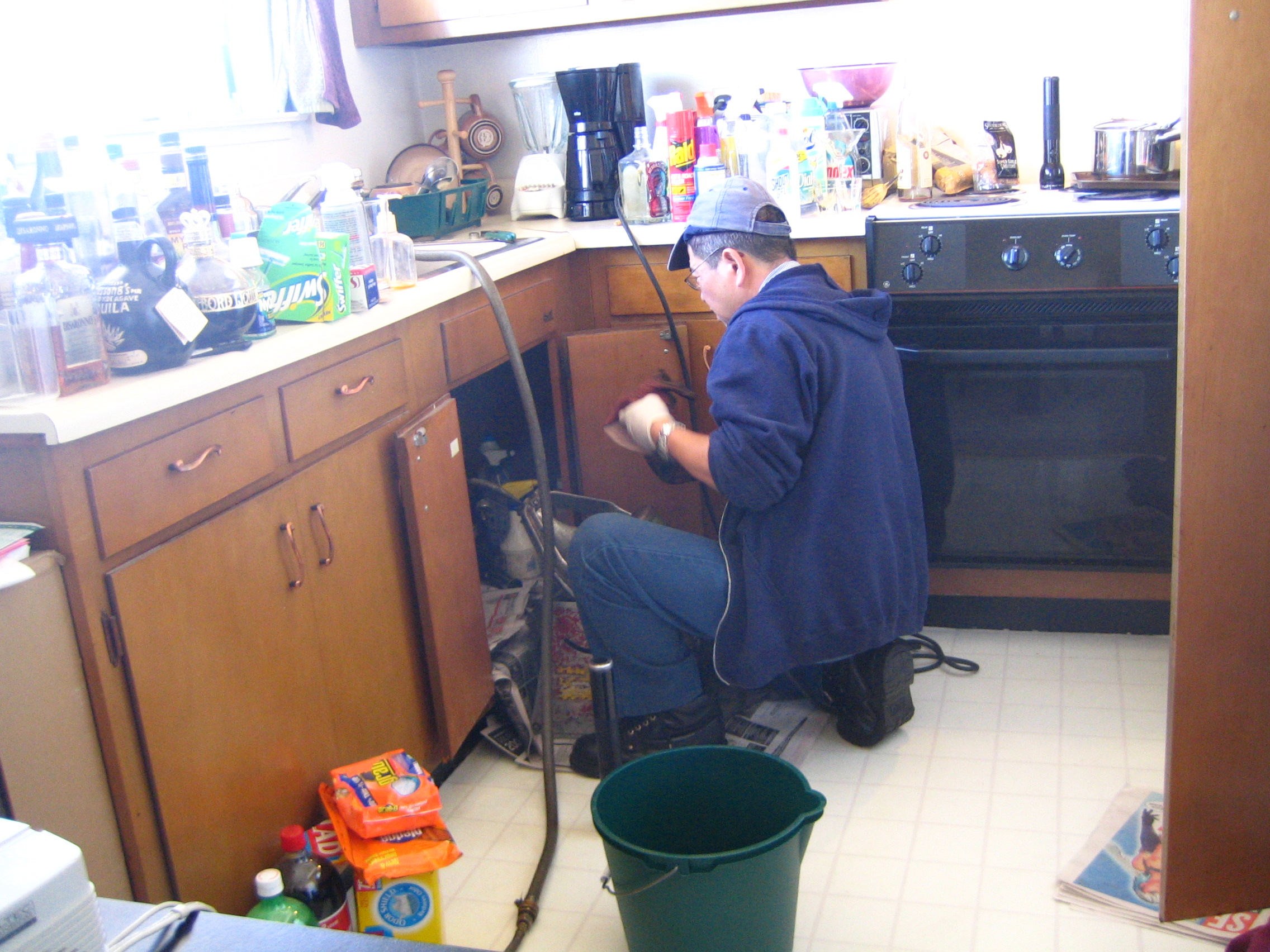
Hydraulik przy pracy

Hydraulik – zawód związany z montażem, instalacją i naprawą instalacji wodociągowej, kanalizacyjnej i centralnego ogrzewania. 
Pochodzenie angielskiego wyrazu określającego przedstawiciela tego zawodu - "plumber" - ma swoje korzenie w czasach antycznych i jest związane z łacińskim terminem "plumbum", określającym ołów. Rzymianie używali ołowiu do budowy rynien i rur spustowych.

## Wybrani znani hydraulicy
- Thomas Crapper
- Tom Finney
- Harry Patch
- Leonard Susskind
- Samuel Joseph Wurzelbacher
- Orlando Zapata
- Mario – fikcyjny hydraulik, bohater serii gier wideo